# Yazid Chir
Yazid Chir est un entrepreneur français d’origine algérienne qui a grandi en Seine-Saint-Denis et titulaire d’un BTS micromécanique. Il est le créateur de Neocles la filiale virtualisation et Cloud Computing d'Orange Business Services. Il est également le cofondateur de la startup Be-Bound qui propose un service d’internet mobile passant par le réseau SMS sans avoir recours au réseau 3G. Yazid Chir est à l’origine de la création de l’association Nos quartiers ont des talents en 2006 et qui a pour but de favoriser l’insertion des jeunes issus des quartiers défavorisés. Il se distingue également par plusieurs prix et récompenses comme la légion d’honneur.

## Biographie

### Formations et débuts professionnels
Après avoir obtenu un BTS micromécanique en 1984 au Lycée Paris Diderot, Yazid Chir intègre l’industrie automobile, puis l’industrie aéronautique, en tant que directeur commercial avant d’intégrer la société de service Business Soft toujours en tant que directeur commercial.
Après quatre ans passés au sein de l’entreprise Datalan, Yazid Chir créé l’entreprise Neocles en juillet 1998
(Société de services en ingénierie informatique) qui devient leader en France de la virtualisation des infrastructures informatiques. Il dirigera Neocles jusqu’en 2011.
En 2006, Neocles devient une filiale d’Orange Business Services ce qui fait de Yazid Chir le nouveau responsable de la prospective Cloud pour Orange.
De 2005 à 2011, Yazid Chir occupe le poste de président du MEDEF 93 et est membre du Haut Conseil à l'intégration.
En 2011, il cofonde avec Albert Szulman, la startup Be-Bound dont il occupe le poste de Président ainsi que celui de chef de l’innovation et de patron de Be-Bound Algérie.

### Activités secondaires
En 2006, Yazid Chir cofonde Nos quartiers ont des talents, dont il est l’actuel président, au côté de Raynald Rimbault et en partenariat avec Laurence Parisot présidente du MEDEF à ce moment-là.
Par ailleurs, Yazid Chir siège à la Haute Autorité de lutte contre les discriminations et pour l’égalité (Halde), Jusqu’en 2011.

## Prix et récompenses
En 2006, Yazid Chir reçoit la distinction de Chevalier dans l'ordre national du mérite.Deux ans plus tard, il est nommé « meilleur initiateur du changement » avant d'obtenir, un an après (2009), la plus haute décoration honorifique française en devenant Chevalier de l'ordre national de la légion d'honneur.